# Pioneer Heights
Pioneer Heights är en kulle i Antarktis. Den ligger i Västantarktis. Chile gör anspråk på området. Toppen på Pioneer Heights är 1 830 meter över havet, eller 16 meter över den omgivande terrängen. Bredden vid basen är 1,3 km.
Terrängen runt Pioneer Heights är varierad. Trakten är obefolkad. Det finns inga samhällen i närheten.